# Тактичні полімери
Тактичні макромолекули — у хімії полімерів такі макромолекули, в яких повторювальні стереохімічні ланки є ідентичними. Якщо ж мономери є неідентичними, такі полімери називають атактичними.
Ступінь цис- і транс-тактичності для регулярних полімерів, що мають подвійні зв‘язки в головному ланцюзі повторюваних структурних ланок — частка подвійних зв'язків відповідно в цис- і трансконфігураціях.

## Атактичні полімери
Атактичність — це відсутність порядку в розташуванні основних неідентичних конфігураційних ланок у макромолекулі. Атактичними макромолекулами вважають регулярні макромолекули, в якій основні конфігураційні ланки не є ідентичними, тобто конфігурації асиметричних атомів сусідніх мономерних ланок в основному ланцюгові чергуються нерегулярно.

## Транстактичний полімер
Тактичний полімер, в конфігураційних головних ланках якого подвійні зв'язки головного ланцюга мають тільки транс-конфігурацію.